# ديفيد ماكميلان (لاعب كرة قدم أمريكية)
ديفيد ماكميلان (بالإنجليزية: David McMillan)‏ هو لاعب كرة قدم أمريكية أمريكي، ولد في 20 سبتمبر 1981 في هاينزفيل في الولايات المتحدة، وتوفي في 18 مايو 2013 في أتلانتا في الولايات المتحدة.

## وصلات خارجية
- ديفيد ماكميلان على موقع مرجع كرة القدم المحترفة.كوم (الإنجليزية)